# 袁明灿
袁明灿（1989年12月12日—），湖北省武汉市人，中国足球运动员，现时效力于中乙球队江西盛联，司职中场。

## 球员生涯
袁明灿早年进入武汉光谷梯队。2008年中超联赛，武汉光谷不满足协处罚而罢赛，随后被中国足协取消注册资格，俱乐部解散。以武汉光谷U19梯队为班底成立的湖北绿茵队征战了2009年中国足球乙级联赛，袁明灿和队友们成功冲入甲级。2013年随队征战中超联赛。
2014年，袁明灿离开家乡转投中乙球队江西联盛足球俱乐部，并帮助球队冲甲成功，并参加2015年中甲联赛。